# Иван Станчев (офицер)
Вижте пояснителната страница за други личности с името Иван Станчев.
Иван Георгиев Станчев е български офицер, полковник.

## Биография
Роден е в Панагюрище на 7 юни 1869 г. Завършва Военното училище в София през 1892 г. Служи в пети резервен полк, двадесет и първи пехотен полк. Бил е началник на секция в интендантството на четвърта армия и дружинен командир на десети етапен полк. Участва в Балканските и Първата световна войни като офицер. Уволнен е през 1918 г. Член е на БЗНС. По време на управлението на партията става член на Окръжната постоянна комисия в Пловдив. Между 11 януари и 9 юни 1923 г. е кмет на Пловдив като председател на тричленната комисия. Свален е от поста след Деветоюнския преврат и осъден заради фалшифициране на резултатите от парламентарните избори на 22 април 1923 г.. Умира на 31 октомври 1931 г.

## Военни звания
- Подпоручик (2 август 1892)
- Поручик (2 август 1895)
- Капитан (1901)
- Майор (18 май 1913)
- Подполковник (30 май 1916)
- Полковник (30 януари 1920)